# يو إف سي 84
يو إف سي 84: نية سيئة (بالإنجليزية: UFC 84: Ill Will)‏ هو حدث لفنون القتال المختلطة نظمته يو إف سي، أُقيم في 24 مايو 2008، على إم جي إم جراند جاردن أرينا في لاس فيغاس، نيفادا، الولايات المتحدة.